# Birka
Birka (Birca en fuentes medievales), situado en la isla de Björkö (Suecia), fue un importante centro de comercio de la época vikinga que atendía mercancías de Escandinavia y Finlandia, así como de Europa Central y del Este y de Oriente. Björkö está situada en el lago Mälar, a 30 kilómetros al oeste de Estocolmo, en el municipio de Ekerö.
Birka fue fundada alrededor del año 750 d. C. y floreció durante más de 200 años. Fue abandonada en el año 975, alrededor de la misma época en que Sigtuna fue fundada como ciudad cristiana a unos 35 km al noreste. Se ha estimado que la población de Birka durante la era vikinga era de entre 500 y 1000 personas.
Los sitios arqueológicos de Birka y Hovgården, en la vecina isla de Adelsö, constituyen un complejo arqueológico que ilustra las elaboradas redes comerciales de la Escandinava vikinga y su influencia en la historia posterior de Europa. Considerada generalmente como la ciudad más antigua de Suecia, Birka (junto con Hovgården) es un sitio Patrimonio de la Humanidad de la Unesco desde 1993. Un anillo de plata de una tumba de la época vikinga en Birka es el primer anillo con una inscripción en árabe de esa época encontrado en Escandinavia.

## Historia

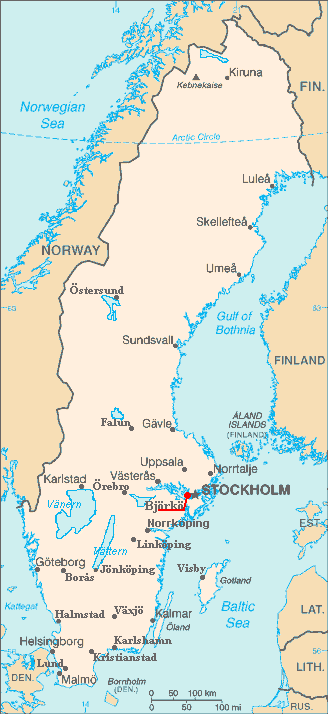
Ubicación en Suecia

Birka fue fundada alrededor del año 750 d. C. por un rey con el fin de controlar y expandir el comercio o surgió de un lugar de comercio estacional. Es uno de los primeros asentamientos urbanos de Escandinavia. Birka fue el enlace báltico en la ruta fluvial y portuaria a través de Ládoga (Aldeigja) y Nóvgorod (Holmsgard) hacia el Imperio bizantino y el califato abasí. Birka fue también importante como el sitio de la primera congregación cristiana conocida en Suecia, fundada en 831 por San Ascario. 

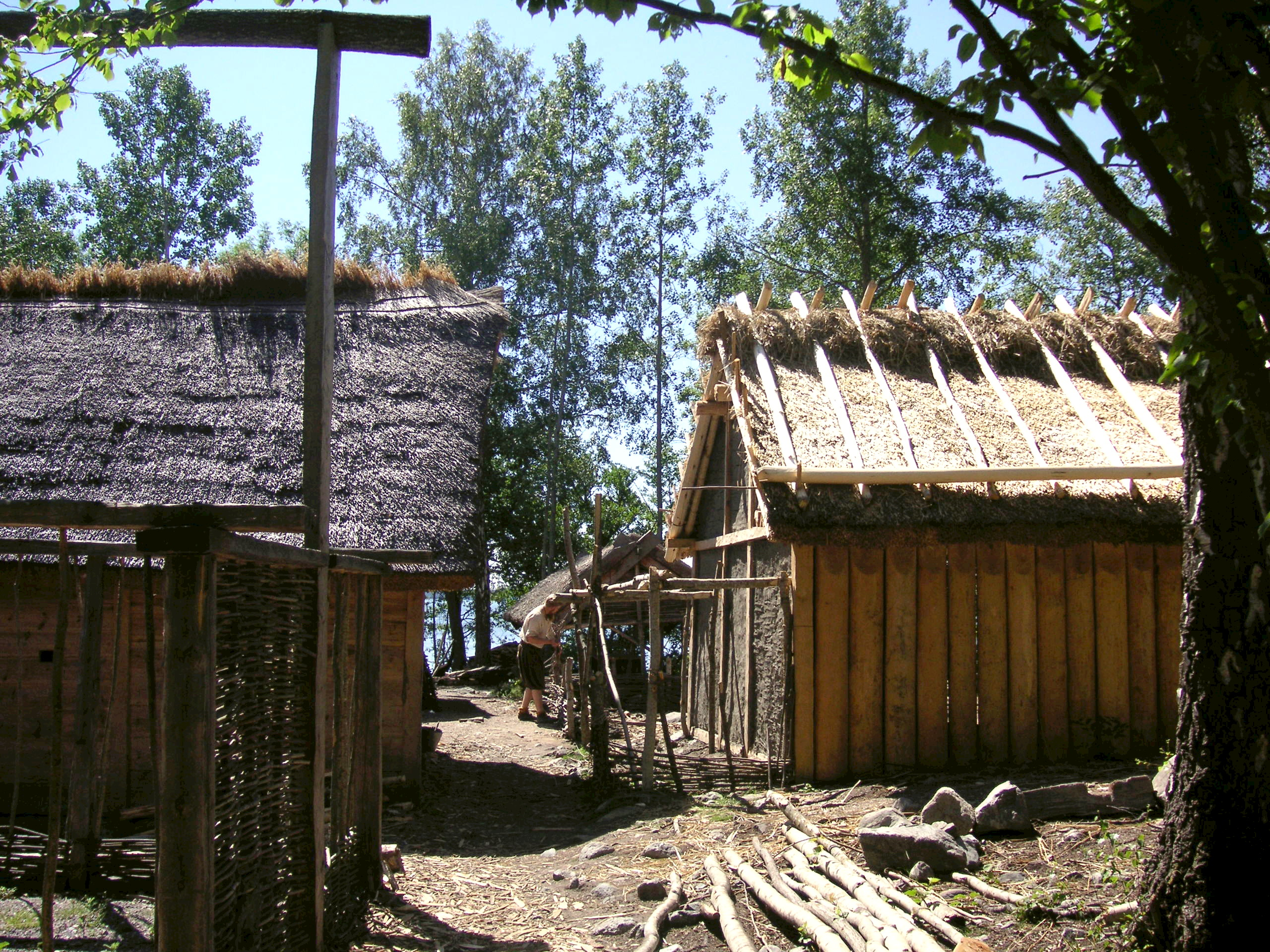
Reconstrucción de casas

Como centro de comercio, Birka probablemente ofrecía pieles y artículos de hierro, así como productos de artesanía, a cambio de diversos materiales de gran parte de Europa y Asia occidental. Las pieles se obtenían de los samis, los fineses y los habitantes del noroeste de Rusia, así como de los tramperos locales. Las pieles incluían oso, zorro, marta, nutria, castor y otras especies. El cuerno de reno era un importante artículo de intercambio, así como peines tallados a mano hechos de cuerno. También se intercambiaban dientes de morsa, ámbar y miel.

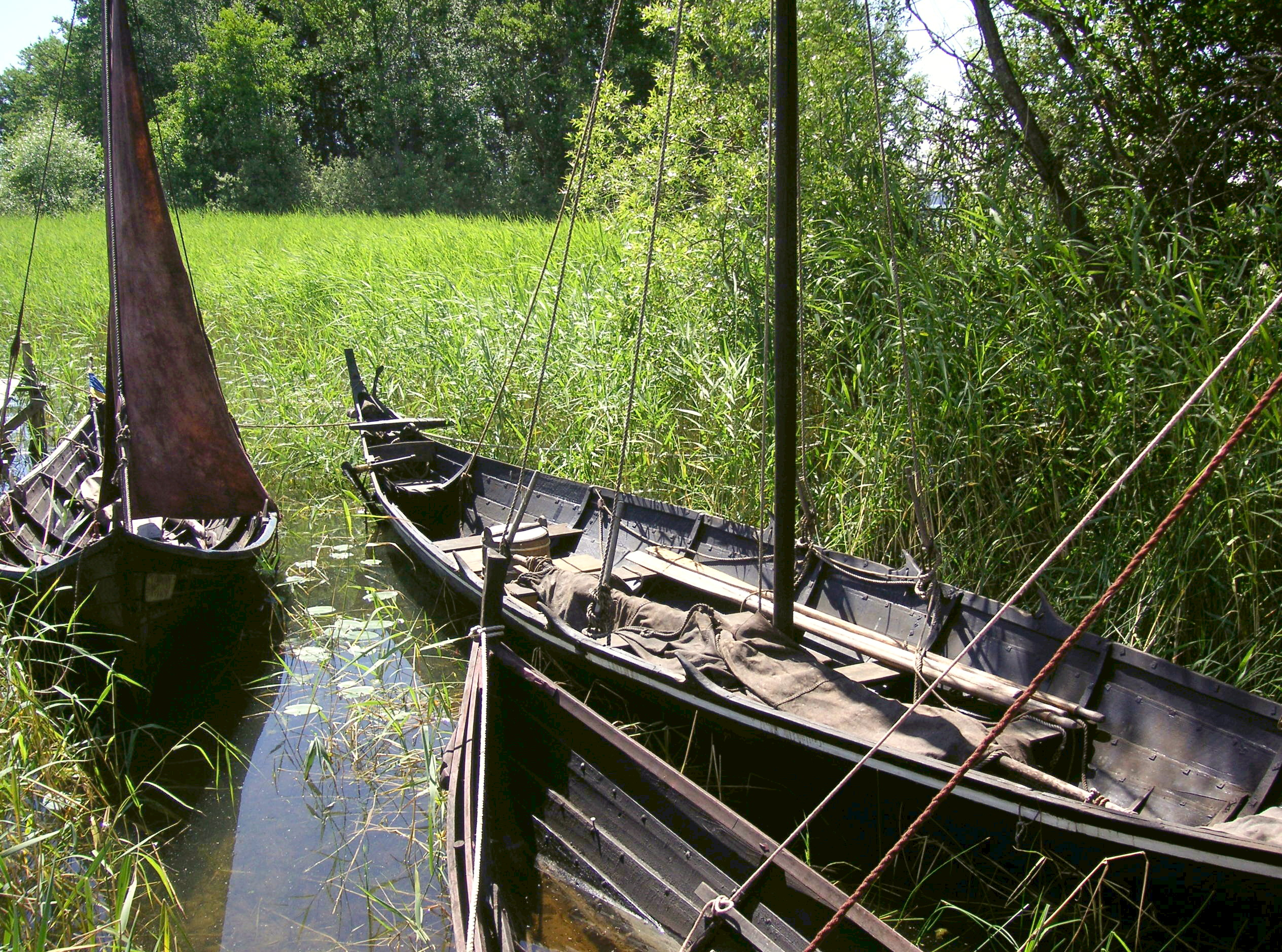
Reconstrucción de barcos

Los bienes extranjeros encontrados en las tumbas de Birka incluyen artículos de vidrio y metal, cerámica de Renania, ropa y textiles como seda china, bordados bizantinos con hilo de oro extremadamente fino, brocados con pasamanería de oro y cordones trenzados de alta calidad. A partir del siglo IX empiezan a aparecer monedas acuñadas en Hedeby, en el norte de Alemania, y en otros lugares de Escandinavia. La gran mayoría de las monedas encontradas en Birka son, sin embargo, dírhams de plata del Califato. Las monedas inglesas y carolingas son raras.
Las fuentes sobre Birka son principalmente restos arqueológicos. No se conservan textos de esta zona, aunque la obra Vita Ansgarii de Remberto (c. 865) describe el trabajo misionero de Ascario alrededor del año 830 en Birka, y la Gesta Hammaburgensis Ecclesiae Pontificum de Adán de Bremen en 1075 describe al arzobispo Unni, que murió en Birka en 936. La obra de San Ascario fue el primer intento de convertir a los habitantes de la religión nórdica al cristianismo, y no tuvo éxito.

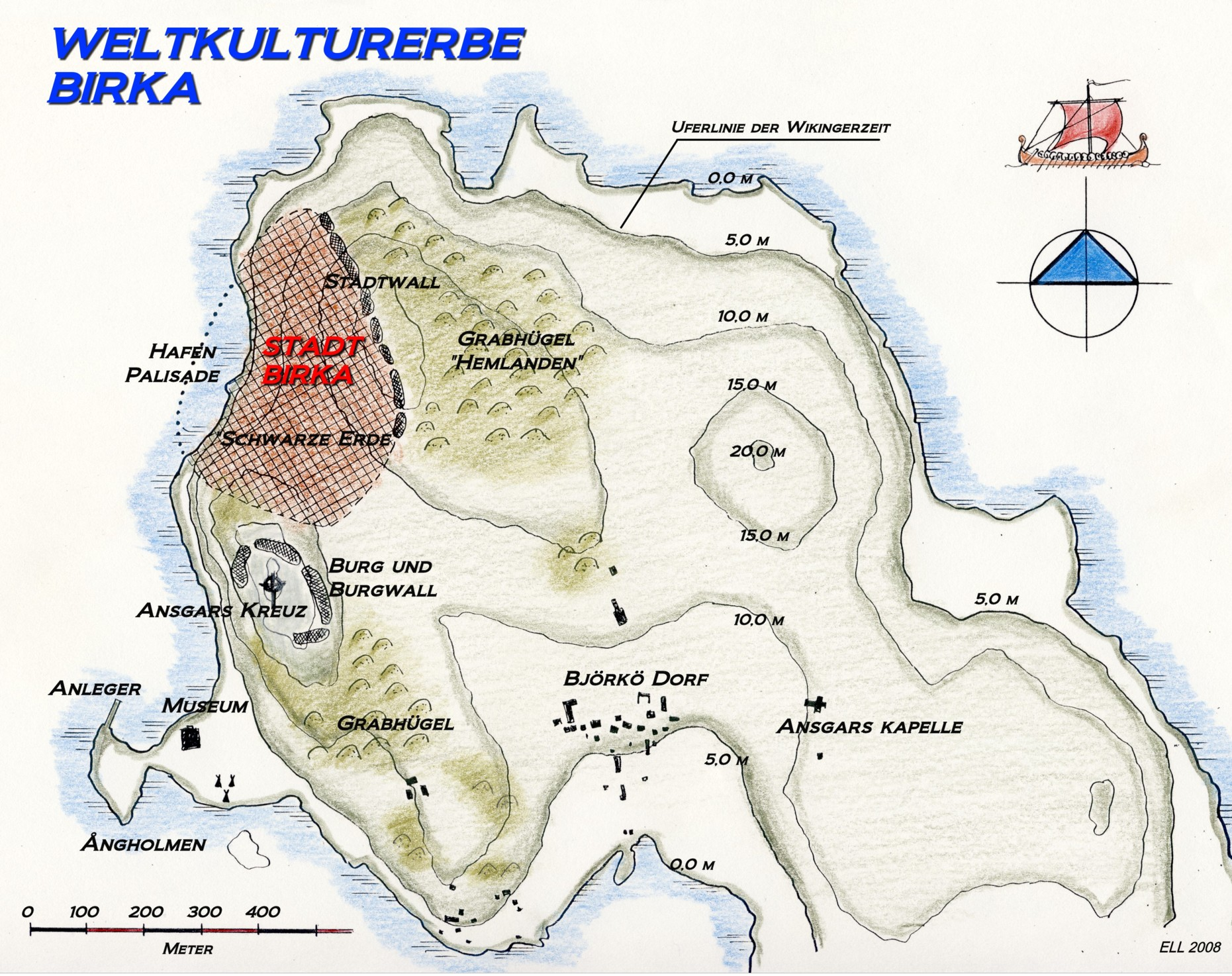
Mapa moderno de Björkö y Birka

Tanto Remberto como Adán eran clérigos alemanes que escribían en latín. No se conocen fuentes nórdicas que mencionen el nombre del asentamiento, ni siquiera el propio asentamiento, y el nombre nórdico original de Birka es desconocido. Birca es la forma latinizada que se da en las fuentes y Birka su forma sueca contemporánea y no histórica. El nombre latino probablemente deriva de la antigua palabra nórdica birk, que posiblemente significaba mercado. Relacionadas con esto estaban las leyes de Bjarkey (bjärköarätt), que regulaban la vida en los mercados de Dinamarca, Noruega y Suecia. Ambos términos, en formas diferentes, son muy comunes en los topónimos escandinavos, lo que lleva a especular que todas las referencias a Birca, especialmente las de Adán de Bremen, no se refieren al mismo lugar.
Ambas publicaciones no mencionan el tamaño, la disposición y el aspecto de Birka. Según el relato de Remberto, Birka era importante porque tenía un puerto y era el lugar para el thing regional. Adán solo menciona el puerto, pero por lo demás Birka parece haber sido significativa para él porque había sido la cabeza de puente de la misión cristiana de Ascario y porque el arzobispo Unni había sido enterrado allí.
Vita Ansgarii y Gesta son a veces ambiguas, lo que ha causado cierta controversia sobre si Birka y el asentamiento de Björkö eran el mismo lugar. A lo largo de los años se han sugerido muchos otros lugares. Sin embargo, Björkö es el único lugar que puede mostrar restos de una ciudad de la importancia de Birka, razón por la cual la gran mayoría de los estudiosos consideran que Björkö es el lugar donde se ubicaba Birka.
Birka fue abandonada durante la última mitad del siglo X. Según los hallazgos de monedas, la ciudad parece haber desaparecido alrededor de 960. Aproximadamente por la misma época, el cercano asentamiento de Sigtuna suplantó a Birka como el principal centro de comercio en el área de Mälar. Las razones del declive de Birka son discutidas. Un factor que contribuyó pudo haber sido el ajuste postglacial, que bajó el nivel del agua de Mälar convirtiendo un brazo de mar en un lago y alejó a Birka del acceso más cercano al Mar Báltico. La isla báltica de Gotland también estaba en una mejor posición estratégica para el comercio ruso-bizantino, y estaba ganando influencia como fortaleza mercantil. El historiador Neil Kent ha especulado que la zona pudo haber sido víctima de un asalto enemigo.
Los asentamientos comerciales varegos en Rusia sufrieron un serio declive aproximadamente en la misma fecha.

## Descripción de Remberto

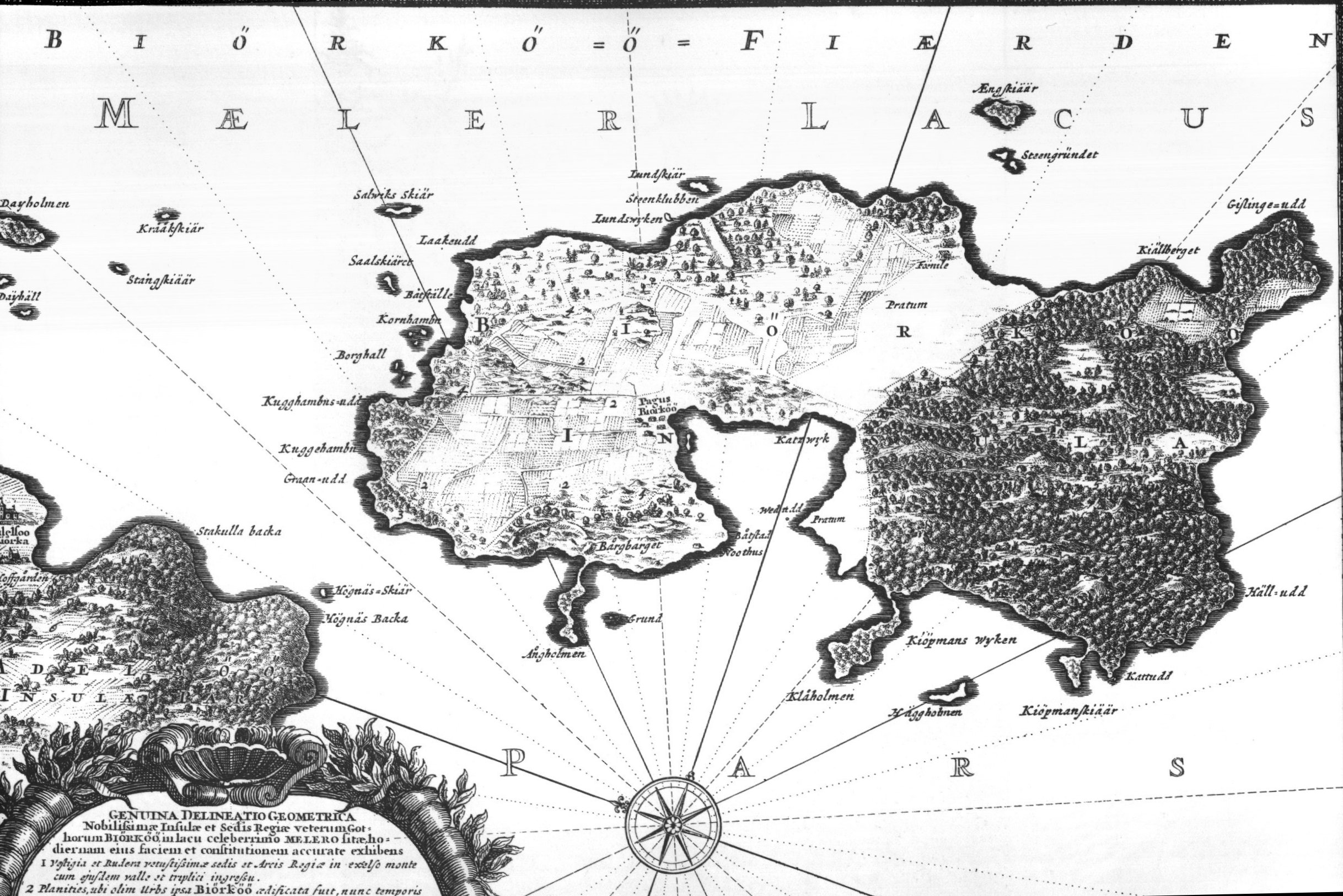
Mapa de Björkö, finales del, de Suecia antiqua et hodierna. Grabado por Willem Swidde.

En Vita Ansgarii, el monje y más tarde arzobispo de Hamburgo-Bremen Remberto ofrece la primera descripción conocida de Birka. La ciudad fue el centro de las actividades misioneras católicas en la Suecia del siglo IX. Los intereses de Remberto estaban en la fe cristiana, no tanto en la geopolítica sueca, por lo que sus descripciones de Birka son aproximadas en el mejor de los casos.

### Cabeza de puente de los misioneros
Así es como comenzó todo en 829:

Mientras tanto, los embajadores suecos habían acudido al emperador Ludovico Pío y, entre otras cosas que se les había ordenado poner en conocimiento del emperador, le informaron de que había muchos miembros de su nación que deseaban abrazar la religión cristiana, y que su rey se había mostrado hasta ahora favorable a la sugerencia de que permitiera que los sacerdotes de Dios residieran allí, siempre que se les considerara dignos de tal favor y que el emperador les enviara predicadores adecuados. (capítulo IX)

Ascario emprendió entonces la misión que le había encomendado el emperador, que deseaba que fuera a los suecos y descubriera si este pueblo estaba preparado para aceptar la fe como sus mensajeros habían declarado. (capítulo X)

Ascario ya tenía experiencia en el trabajo misionero en Dinamarca, y se fue a Suecia. Remberto describe el viaje de manera muy general:

Puede ser suficiente para mí decir que mientras estaban en medio de su viaje cayeron en manos de piratas. Los mercaderes con los que viajaban, se defendieron vigorosamente y durante un tiempo con éxito, pero finalmente fueron derrotados y vencidos por los piratas, que les quitaron sus barcos y todo lo que poseían, mientras que ellos mismos apenas escaparon a pie por tierra. —Con gran dificultad realizaron su largo viaje a pie, atravesando también los mares intermedios, donde fue posible, en barco, y finalmente llegaron al puerto sueco llamado Birka. (capítulos X y XI)

Remberto no dice dónde navegó Ascario o dónde desembarcó. Solo es digna de mención su nota sobre varios mares que tuvieron que cruzar para llegar a Birka desde el lugar donde habían desembarcado. Como Remberto menciona que cruzaron los mares en barco donde era posible, claramente tenían la alternativa de rodearlos también, lo que significa que los mares eran probablemente los numerosos lagos del sur de Suecia. Cuando Ascario viajó de nuevo a Birka desde Alemania alrededor del 852, fue más fácil:

Ascario completó el viaje que había emprendido, y después de pasar casi veinte días en un barco, llegó a Birka. (capítulo XXVI)

Esto podría significar que navegó desde Hamburgo o Bremen en lugar de algún puerto en el mar Báltico, ya que el último relato de Adán de Bremen dice sobre la distancia entre Escania y Birka de ser solo cinco días en el mar.

### Reyes
Varios reyes suecos del siglo IX, Björn, Anund y Olof, son mencionados en Vita por haber pasado tiempo en Birka. Sin embargo, se dice que ninguno de ellos tuvo su residencia allí, ya que el rey sueco y su séquito se desplazaban periódicamente entre los husbys, parte de la red de propiedades reales llamada Uppsala öd.

El rey Björn conoció a Ascario en Birka cuando llegó allí en 829 (capítulo XI). Más tarde, el rey Olof también lo conoció allí durante su último viaje en 852. (capítulo XXVI)

### Iglesia
El trabajo misionero de Ascario dio como resultado las primeras iglesias que se construyeron en Suecia. Hablando de Herigar, el prefecto de Birka:

Poco después construyó una iglesia en su propiedad familiar y sirvió a Dios con la mayor devoción. (capítulo XI)

La iglesia de Herigar no estaba lejos del lugar donde se celebraban las reuniones:

En una ocasión él mismo estaba en una asamblea de personas. Entonces convocó a sus sirvientes y les dijo que lo llevaran a su iglesia. (capítulo XIX)

También se construyó otra iglesia en Suecia, pero la ubicación se deja abierta:

Este Gautberto, que en su consagración recibió el honroso nombre del apóstol Simeón, fue a Suecia, y fue honorablemente recibido por el rey y el pueblo; y comenzó, en medio de la buena voluntad y aprobación general, a construir una iglesia allí. (capítulo XIV)

El rey sueco exiliado Anund Uppsale confirma que una de las iglesias estaba en la misma Birka cuando se plantea si Birka debe ser saqueada:

«Hay allí», dijo, «muchos dioses grandes y poderosos, y en el pasado se construyó una iglesia allí, y hay muchos cristianos allí que adoran a Cristo». (capítulo XIX)

### Posible fortaleza

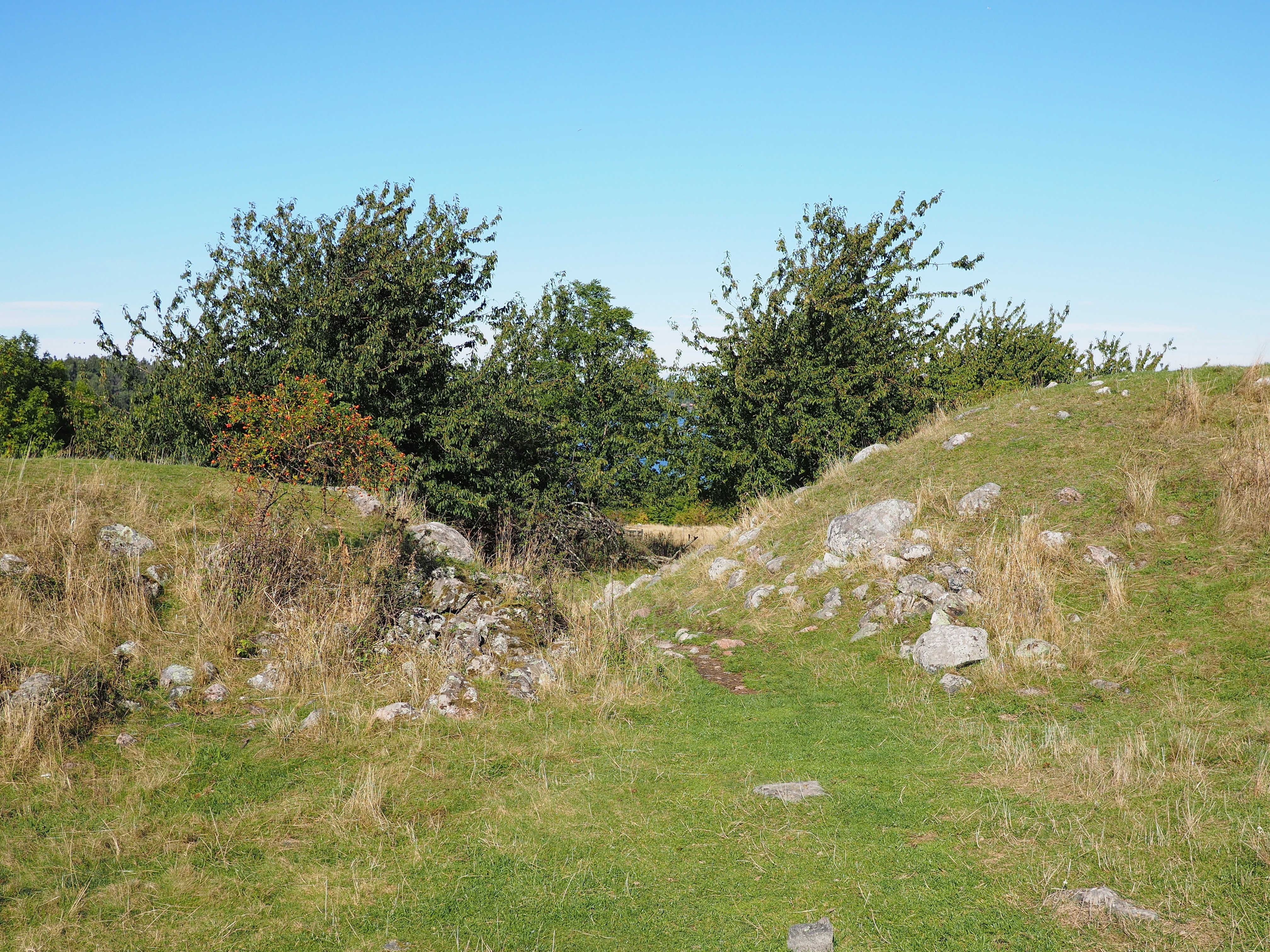
Punto de acceso en el muro defensivo de Birka

Los daneses atacaron Birka, acompañados del rey depuesto Anund, lo que causó una gran angustia en la ciudad.
Estando en grandes dificultades huyeron a una ciudad vecina (ad civitatem, quæ iuxta erat, confugerunt) y comenzaron a prometer y ofrecer a sus dioses, pero como la ciudad no era fuerte y había pocos que ofrecieran resistencia, enviaron mensajeros a los daneses y pidieron amistad y alianza. —Hergeir, el fiel servidor del Señor, se enfadó con ellos y dijo «Llevarán a vuestras mujeres e hijos como cautivos, quemarán nuestra ciudad (urbs) y pueblo (vicus) y os destruirán con la espada». (capítulo XIX)
Como la ciudad vecina no se menciona en ningún otro contexto que durante el ataque danés como un lugar donde la gente se refugiaba, probablemente significaba una fortaleza cercana. Finalmente los daneses se fueron, salvando a Birka de la destrucción.

### Thing
Cuando Ascario preguntó si el rey Olof le permitiría establecer la religión cristiana en el reino durante su segunda visita en 852, el rey le dijo:

Por ello no tengo el poder, ni me atrevo a aprobar el objeto de su misión hasta que pueda consultar a nuestros dioses y hasta que pueda averiguar la voluntad del pueblo en relación con este asunto. Dejad que vuestro mensajero asista conmigo a la próxima asamblea. (capítulo XXVI)

Cuando se acercaba el día de la asamblea que se celebraba en la ciudad de Birka, de acuerdo con su costumbre nacional, el rey dispuso que se hiciera una proclamación al pueblo a través de un heraldo, para que se informara sobre el objeto de su misión. —El rey se levantó entonces de entre la asamblea e inmediatamente ordenó a uno de sus propios mensajeros que acompañara al mensajero del obispo y le dijera que el pueblo estaba unánimemente inclinado a aceptar su propuesta y al mismo tiempo que le dijera que, aunque su acción le resultaba totalmente agradable, no podía dar su pleno consentimiento hasta que, en otra asamblea, que se iba a celebrar en otra parte de su reino, pudiera anunciar esta resolución al pueblo que vivía en ese distrito. (capítulo XXVII)

Los things eran enormes eventos al aire libre, que requerían mucho espacio. El thing más importante del que habló el rey Olof fue probablemente el Thing de todos los suecos, que se celebraba a finales de febrero en Uppsala, durante el Disting. El rey estaba obligado a obedecer las decisiones comunes tomadas en este thing, y el hombre más poderoso de esta asamblea no era el rey, sino el legislador de Tiundaland. Importantes things locales eran el Thing de todos los gautas en Skara y el Thing Lionga en los alrededores de la moderna Linköping.

## Descripción de Adán de Bremen
En Gesta Hammaburgensis ecclesiae pontificum, Adán de Bremen menciona muchas veces a Birka, y el libro es la principal fuente de información sobre la ciudad. Después de su publicación inicial en 1075/6, Gesta se complementó con Scholias suplementarias hasta la muerte de Adán en la década de 1080. Birka es descrita como una ciudad existente en la versión original, pero luego como destruida en Scholia 138.
Una de las principales fuentes de Adán había sido el obispo alemán Adalvard el Joven de Sigtuna y más tarde de Skara como se insinúa en Scholia 119. También estaba muy familiarizado con el trabajo de Remberto. El mismo Adán nunca visitó Birka.

### Ubicación y puerto
Adán describió Birka como una ciudad portuaria gauta y había reunido muchos detalles sobre ella.

Birka es la principal ciudad gauta (oppidum Gothorum), situada en el centro de Suecia (Suevoniae), no lejos (non longe) del templo llamado Uppsala (Ubsola) que los suecos (Sueones) tenían en la más alta estima cuando se trataba de la adoración de los dioses; aquí una ensenada del Báltico o del mar Bárbaro forma un puerto orientado hacia el norte que acoge a todos los pueblos salvajes en torno a este mar pero que es arriesgado para los que son descuidados o ignorantes de tales lugares ...por lo tanto han bloqueado esta ensenada del agitado mar con masas ocultas de rocas a lo largo de más de 100 estadios (18 km). En este fondeadero, que es el mejor protegido de la región marítima de Suecia (Suevoniae), todos los barcos pertenecientes a los daneses (Danorum) conocidos como noruegos (Nortmannorum), así como a los eslavos (Sclavorum), sambianos (Semborum) y otros pueblos escitas (Scithiae) suelen reunirse cada año para realizar diversos intercambios comerciales necesarios. (I 62)

Volviendo de las partes del norte a la boca del mar Báltico nos encontramos primero con los noruegos (Nortmanni), luego destaca la región danesa de Escania (Sconia), y más allá de estos viven los gautas (Gothi) por un largo tramo hasta Birka. (IV 14)

Habiendo descrito a Vestrogotia y Skara, Adán escribe:

Más allá, Ostrogotia (Ostrogothia) se extiende a lo largo del mar, que se llama el mar Báltico, hasta Birka. (IV 23)

Cabe destacar en la siguiente declaración el uso del término no lejos (non longe) que también se utilizó para describir la distancia entre Birka y el templo de Uppsala:

Además se nos ha dicho que hay muchas más islas en ese mar, una de las cuales se llama la Gran Estonia (Aestland) -- Y se dice que esta isla está bastante cerca de la Tierra de las Mujeres (terrae feminarum), que no está lejos (non longe) de Birka de los suecos. (IV 17)

Adán también tenía instrucciones para viajar de Escania a Sigtuna:

Desde Escania (Sconia) de los daneses se llega a Sigtuna (Sictonam) o Birka después de cinco días en el mar, ya que son muy similares. Pero por tierra desde Escania a través de los pueblos gautas (Gothorum populos) y las ciudades Skara (Scaranem), Telgas y Birka, uno llega a Sigtuna solo después de un mes completo. (IV 28)

Telgas no se menciona en ninguna otra parte, y sigue siendo tan especulativo como Birka. La identificación más popular entre muchos nombres en Suecia es Södertälje. Scholia 121 de IV 20 dice también:

Para los que navegan desde Escania (Sconia) de los daneses a Birka, el viaje dura cinco días, desde Birka a Rusia (Ruzziam), igualmente cinco días en el mar. (Scholia 121)

La siguiente definición sigue siendo aún más misteriosa:

Lamentablemente por sus errores, nuestro arzobispo dispuso Birka como su capital diocesana, que está en el centro de Suecia (Sueoniae) frente a Jumne (Iumnem), la capital de los eslavos, e igualmente distante de todas las costas del mar circundante. (IV 20)

Dado que es físicamente imposible para cualquier lugar sueco estar frente a Jumne, esta última situada a lo largo del río Óder, la declaración de Adán es probablemente un malentendido. No se conoce ningún lugar con un nombre similar a Birka que se haya situado en la orilla opuesta del Óder, por lo que puede ser posible que algo similar a Jumne estuviera situado frente a Birka.

### Obispo
El Arzobispado de Hamburgo-Bremen que supervisó el trabajo misionero en Escandinavia hasta 1103, había nombrado obispos en Suecia al menos desde 1014 en adelante, la primera vez en Skara. Varios obispos fueron nombrados para Suecia en 1060, uno también para Birka.

Para Suecia, seis fueron consagrados: Adalvard el Viejo (Adalwardum) y Acilinum, también Adalvard el Joven (Adalwardum) y Tadicum, y además Simeón (Symeonem) y el monje Juan (Iohannem). (III 70)

Scholia 94 incluye esto de la siguiente manera:

Adalvard el Viejo (Adalwardus senior) debía supervisar ambas tierras de los gautas (uterque praefectus est Gothiae), Adalvard el Joven Sigtuna (Sictunam) y Uppsala (Ubsalam), Simeón (Symon) el pueblo sami (Scritefingos), Juan (Iohannes) las islas del Mar Báltico. (Scholia 94)

Además, se dice lo siguiente sobre la ubicación de Juan después de hablar de Birka:

Para esta ciudad ordenó, como el primero de nuestro pueblo, al abad Hiltin, a quien quería llamar Juan. (IV 20)

Juan parece haber estado en Birka de cara a prepararse para el trabajo misionero entre los pueblos paganos que acudían a Birka desde las costas del Báltico. Esta fue una continuación lógica de la posición de Birka como la primera ciudad misionera de Suecia. Cabe destacar que las islas más grandes del mar Báltico, Öland y Gotland, formaban parte de la diócesis de Linköping en la Edad Media, abarcando también Ostrogotia y el este de Småland.

### Ubicación de la tumba de Unni
Scholia 122 de IV 20 localiza la tumba del arzobispo Unni de Hamburgo en Birka:

Está el puerto de San Ascario y la tumba del santo arzobispo Unni, y un refugio familiar, se dice, para los santos confesores de nuestra diócesis. (Scholia 122)

Según Gesta, Unni había muerto en el 936. (I 64)

### Destrucción
Después de haber descrito consistentemente a Birka como una ciudad existente, Scholia 138 de IV 29 describe su repentina desaparición. Hablando de Adalvard el Joven, obispo de Sigtuna y más tarde de Skara, Adán o un copista posterior escribió:

Durante su viaje aprovechó la oportunidad para desviarse a Birka, que ahora está reducida a la soledad, de modo que apenas se pueden encontrar vestigios de la ciudad; por lo tanto, es imposible encontrar la tumba del santo arzobispo Unni. (Scholia 138)

El comentario no deja claro si Adalvard encontró la ciudad destruida o si eso había sucedido después de su visita y el comentario posterior fue solo para advertir a los futuros peregrinos de no ir allí más en vano. Como Adalvard ya estaba de vuelta en Bremen en 1069 y es mencionado como una de las fuentes de información de Adán, era de esperar que la noticia de la destrucción de Birka llegara también a Adán antes de que publicara su trabajo media década después.

## Sitio arqueológico de Björkö

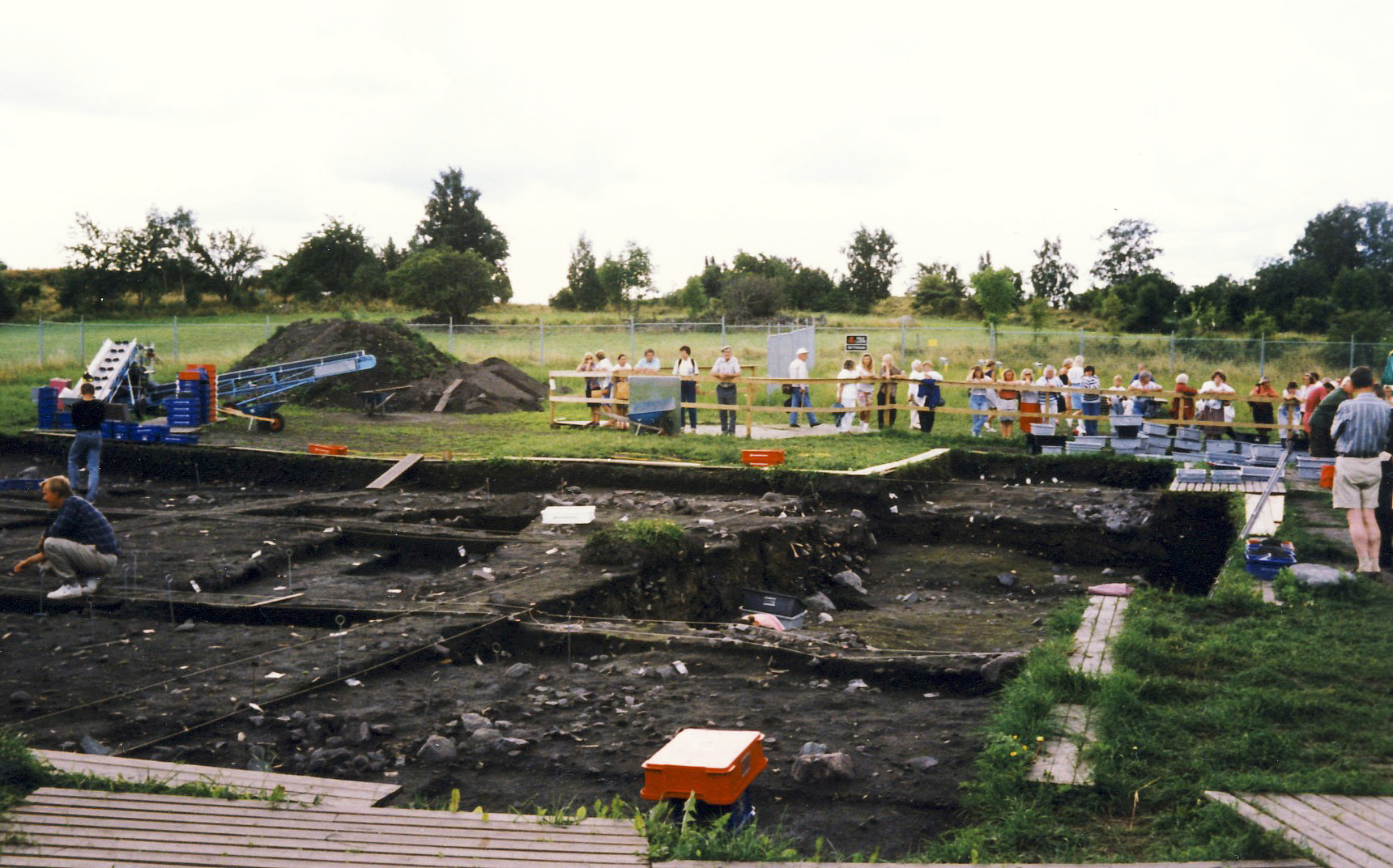
Excavación de 1991

La ubicación exacta de Birka se perdió durante los siglos, lo que llevó a la especulación de los historiadores suecos. Sin embargo, la isla de Björkö fue reclamada por primera vez como la ubicación de Birka ya alrededor de 1450 en la llamada Crónica Sueca (Prosaiska krönikan):

Y había tres capitales en Suecia, dos de las cuales no estaban muy lejos de Uppsala (Vpsala). Una se llamaba Sigtuna (siktuna) y la otra Birka (birka). Birka estaba en una isla en el lago Mälar (mälar) que se llama Björkö (birköö). La tercera estaba en Westgötaland (westergötlandh) y se llamaba Skara (skara).

En busca de Birka, el anticuario nacional Johan Hadorph fue el primero en intentar excavar en Björkö a finales del siglo XVII.
A finales del siglo XIX, Hjalmar Stolpe, entomólogo de formación, llegó a Björkö para estudiar los insectos fosilizados encontrados en el ámbar de la isla. Stolpe encontró cantidades muy grandes de ámbar en la isla, lo cual es inusual ya que el ámbar no se encuentra normalmente en el lago Mälar. Stolpe especuló con que la isla podría haber sido un importante centro de comercio, lo que le llevó a realizar una serie de excavaciones arqueológicas entre 1871 y 1895. Las excavaciones pronto indicaron que se había localizado un importante asentamiento en la isla y finalmente Stolpe pasó dos décadas excavando la isla. Después de que Björkö se identificara con la antigua Birka, se ha supuesto que el nombre original de Birka era simplemente Bierkø (escrito a veces Bjärkö), una forma antigua de Björkö.

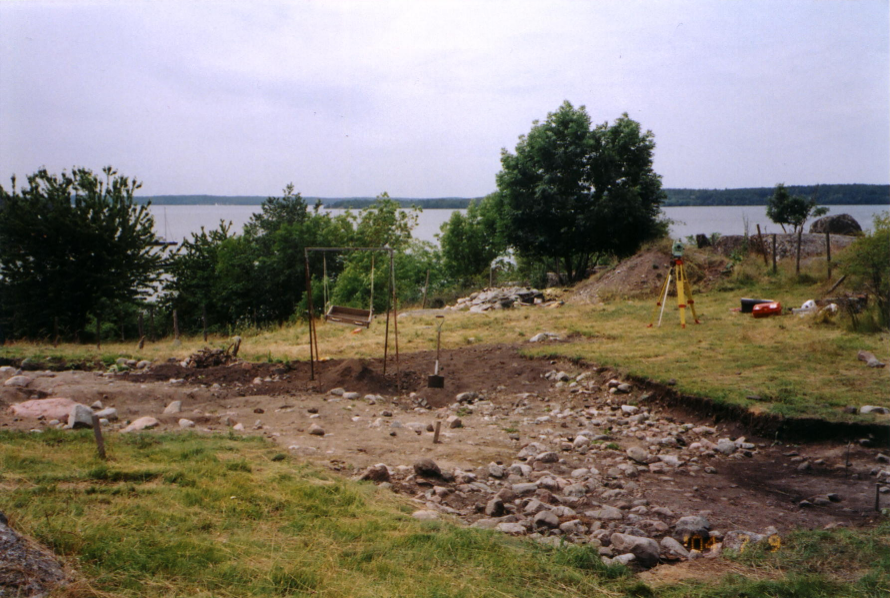
Excavación en julio de 2004

La propiedad de Björkö está hoy en día principalmente en manos privadas, y se utiliza para la agricultura. El lugar del asentamiento, sin embargo, es un yacimiento arqueológico, y se ha construido un museo para la exposición de los hallazgos (en su mayoría réplicas), modelos y reconstrucciones. La colección completa de hallazgos arqueológicos de las excavaciones en Björkö se encuentra en el Museo de Historia de Suecia en Estocolmo, y muchos de los artefactos están expuestos allí.
Los restos arqueológicos se encuentran en la parte norte de Björkö y abarcan una superficie de unas 7 hectáreas. Los restos son tanto cementerios como edificios, y en la parte sur de esta zona hay también un castro llamado Borgen (La Fortaleza). La técnica de construcción de los edificios es todavía desconocida, pero el material principal era la madera. En una isla adyacente 
Aproximadamente 700 personas vivían en Birka cuando estaba en su máximo esplendor, y se han encontrado unas 3000 tumbas. Su centro administrativo estaba supuestamente situado fuera del propio asentamiento, en la cercana isla de Adelsö, donde se encuentran los restos de Hovgården, una finca que albergaba el séquito del Rey durante las visitas.
La excavación más reciente se realizó entre 1990 y 1995 en una zona de tierra oscura, que se cree que es el lugar del asentamiento principal.